# Tzatzíki

Le tzatzíki (en grec moderne : τζατζίκι, prononcé dzadzíki) est un mezzé traditionnel grec et commun chez les peuples du Caucase, des Balkans et du Moyen-Orient. Il est composé principalement de yaourt et de concombre.

## Étymologie
Le terme apparaît dans le Lexique de mots grecs dérivés du turc (Λεξιλόγιον ελληνικών λέξεων παραγομένων εκ της τουρκικής), publié en 1960 par Konstantinos Koukidis, où il est défini ainsi : 

« τζατζίκι, τό = (ΘΘ. Κ. Π. αχΜ.), σαλάτα με γιαούρτι καὶ ψιλοκομμένον ἀγγούρι (cacık) »

Le Dictionnaire du grec moderne standard (Triantafyllidis Dictionary) indique également cette origine :

« τζατζίκι το [dzadzíki] Ο44 : ορεκτικό που γίνεται με γιαούρτι, σκόρδο και αγγούρι.  [τουρκ. cacιk -ι] »

## Composition
La composition a pour base le yaourt et le concombre auxquels viennent s’ajouter selon les pays d’autres ingrédients et herbes aromatiques.
En Grèce et à Chypre (appelé Talatouri  par les chypriotes grecs), la consistance de la recette est épaisse tandis que la recette turque du Cacık et balkanique (appelée Tarator) est proche d’une soupe.
Le tzatzíki est composé de yaourt épais (de chèvre ou de brebis en Grèce et en Turquie), de concombres (râpé, en purée, ou en fines tranches) préalablement mis à dégorger, d'oignons et d'ail (parfois toute une tête d'ail pour un grand bol de tzatzíki).
Le tzatzíki est généralement assaisonné avec de l'huile d'olive et des herbes telles que la menthe, l'aneth ou le fenouil, auxquelles on peut ajouter une cuillerée de vinaigre.
On le sert souvent comme entrée, sur un pain pita, accompagné d'olives.